# العلاقات الأوزبكستانية السيشلية
العلاقات الأوزبكستانية السيشلية هي العلاقات الثنائية التي تجمع بين أوزبكستان وسيشل.

## مقارنة بين البلدين
هذه مقارنة عامة ومرجعية للدولتين:
| وجه المقارنة                                              | أوزبكستان       | سيشل                                                |
| --------------------------------------------------------- | --------------- | --------------------------------------------------- |
| المساحة (كم2)                                             | 448.98 ألف      | 459                                                 |
| عدد السكان (نسمة)                                         | 32.39 مليون     | 95.84 ألف                                           |
| الكثافة السكانية (ن./كم²)                                 | 72.14           | 20.88 ألف                                           |
| العاصمة                                                   | طشقند           | فيكتوريا                                            |
| اللغة الرسمية                                             | اللغة الأوزبكية | لغة فرنسية، لغة إنجليزية، اللغة الكريولية السيشيلية |
| العملة                                                    | سوم أوزبكستاني  | روبية سيشلية                                        |
| الناتج المحلي الإجمالي (بليون دولار)                      | 48.72 مليار     | 1.49 مليار                                          |
| الناتج المحلي الإجمالي (تعادل القوة الشرائية) بليون دولار | 190.50 مليار    | 2.54 مليار                                          |
| الناتج المحلي الإجمالي الاسمي للفرد دولار أمريكي          | 2.13 ألف        | 15.48 ألف                                           |
| الناتج المحلي الإجمالي للفرد دولار أمريكي                 | 5.57 ألف        | 26.42 ألف                                           |
| مؤشر التنمية البشرية                                      | 0.675           | 0.772                                               |
| رمز المكالمات الدولي                                      | +998            | +248                                                |
| رمز الإنترنت                                              | .uz             | .sc                                                 |
| المنطقة الزمنية                                           | ت ع م+05:00     | ت ع م+04:00                                         |

## منظمات دولية مشتركة
يشترك البلدان في عضوية مجموعة من المنظمات الدولية، منها:
| علم المنظمة | اسم المنظمة                               | تاريخ انضمام أوزبكستان | تاريخ انضمام سيشل |
| ----------- | ----------------------------------------- | ---------------------- | ----------------- |
|             | يونسكو                                    | 26 أكتوبر 1993         | 18 أكتوبر 1976    |
|             | وكالة ضمان الاستثمار متعدد الأطراف        | 4 نوفمبر 1993          | 15 سبتمبر 1992    |
|             | الأمم المتحدة                             | 2 مارس 1992            | 21 سبتمبر 1976    |
|             | الفريق المعني برصد الأرض                  | ?                      | ?                 |
|             | الاتحاد البريدي العالمي                   | ?                      | ?                 |
|             | البنك الدولي للإنشاء والتعمير             | 21 سبتمبر 1992         | 29 سبتمبر 1980    |
|             | الاتحاد الدولي للاتصالات                  | 10 يوليو 1992          | 17 سبتمبر 1999    |
|             | منظمة حظر الأسلحة الكيميائية              | ?                      | 29 أبريل 1997     |
|             | مؤسسة التمويل الدولية                     | 30 سبتمبر 1993         | 11 يونيو 1981     |
|             | المركز الدولي لتسوية المنازعات الاستشارية | 25 أغسطس 1995          | 19 أبريل 1978     |
|             | منظمة الشرطة الجنائية الدولية             | ?                      | 1 سبتمبر 1977     |

## وصلات خارجية
- موقع وزارة الخارجية الأوزبكستانية
- موقع وزارة الخارجية السيشلية